# Siglufjörður
Siglufjörður je malé rybářské město na severu Islandu, ležící ve stejnojmenném fjordu nedaleko severního polárního kruhu. V minulosti bylo významným střediskem zpracování sleďů. Žije zde 1 206 obyvatel (2011).

## Historie a současnost
Největšího rozmachu a počtu obyvatel dosáhl Siglufjörður v 40. a 50. letech 20. století, kdy zde žilo kolem 3 000 lidí, a to díky rozvinutému sleďovému průmyslu; rybářský průmysl zůstal hlavním hospodářským odvětvím až do současnosti. V roce 1994 bylo v místním přístavišti otevřeno muzeum, jež ve třech expozicích mapuje vztah města a zpracování sleďů.
Ve městě se každoročně koná folkový hudební festival.

## Doprava
V roce 1940 byla rozšířena stezka pro koně skrz průsmyk Siglufjarðarskarð západně od Siglufjörðuru. Ač byla sjízdná jen v létě, zajistila silniční spojení se zbytkem země. Dodnes jde s 630 m n. m. o nejvýše položenou horskou silnici na Islandu.[zdroj?]
V roce 1967 byl dokončen tunel Strákagöng, jenž zabezpečil celoroční spojení s okolím. V roce 2010 byla otevřena dvojice tunelů Héðinsfjarðargöng zajišťujících spojení s městem Ólafsfjörður, s nímž Siglufjörður již v roce 2006 vytvořil společnou obec Fjallabyggð.
U Siglufjörðuru se nachází i malé letiště, je ale využíváno pouze pro privátní lety.

## Galerie

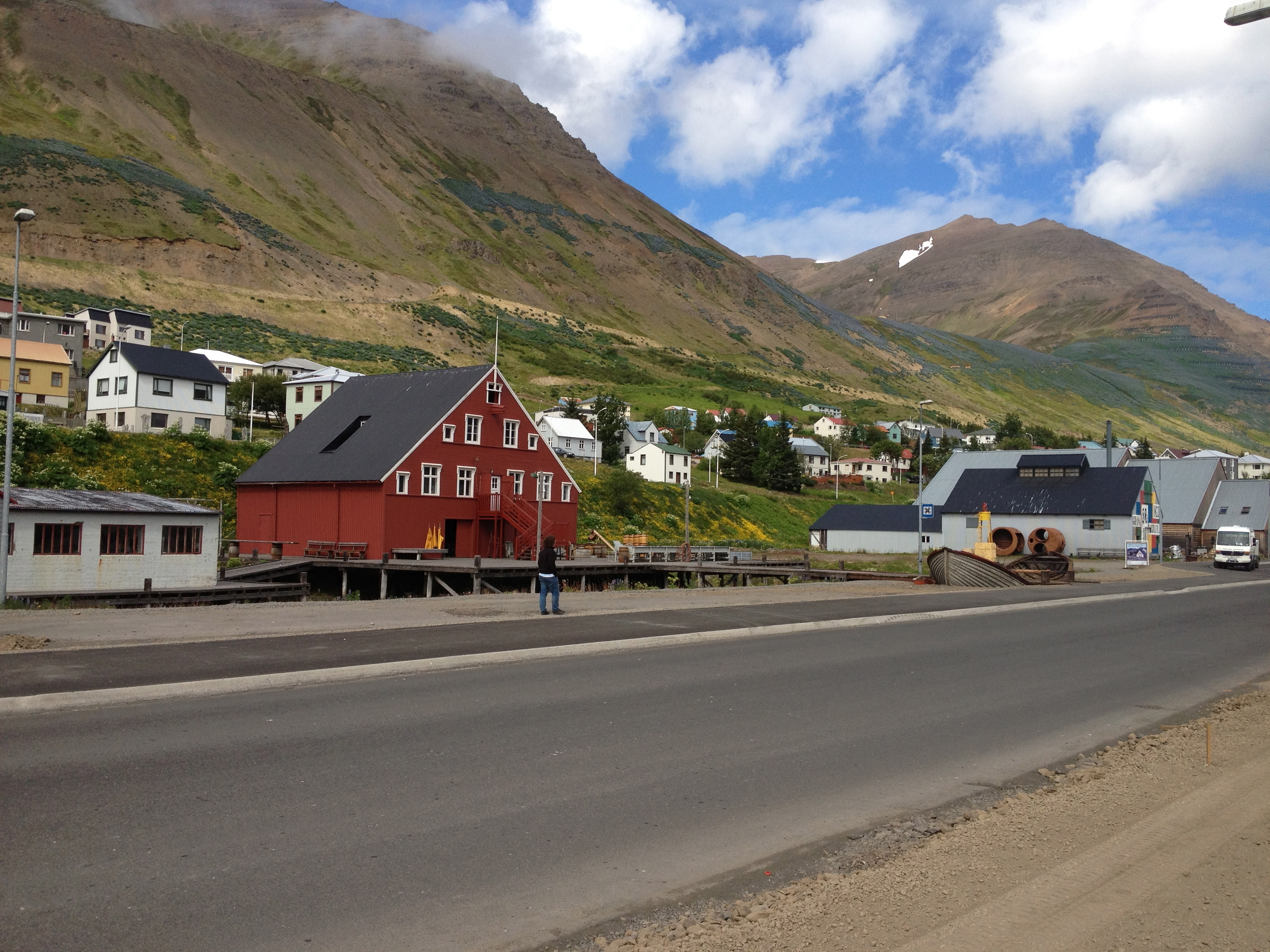
Pohled na město
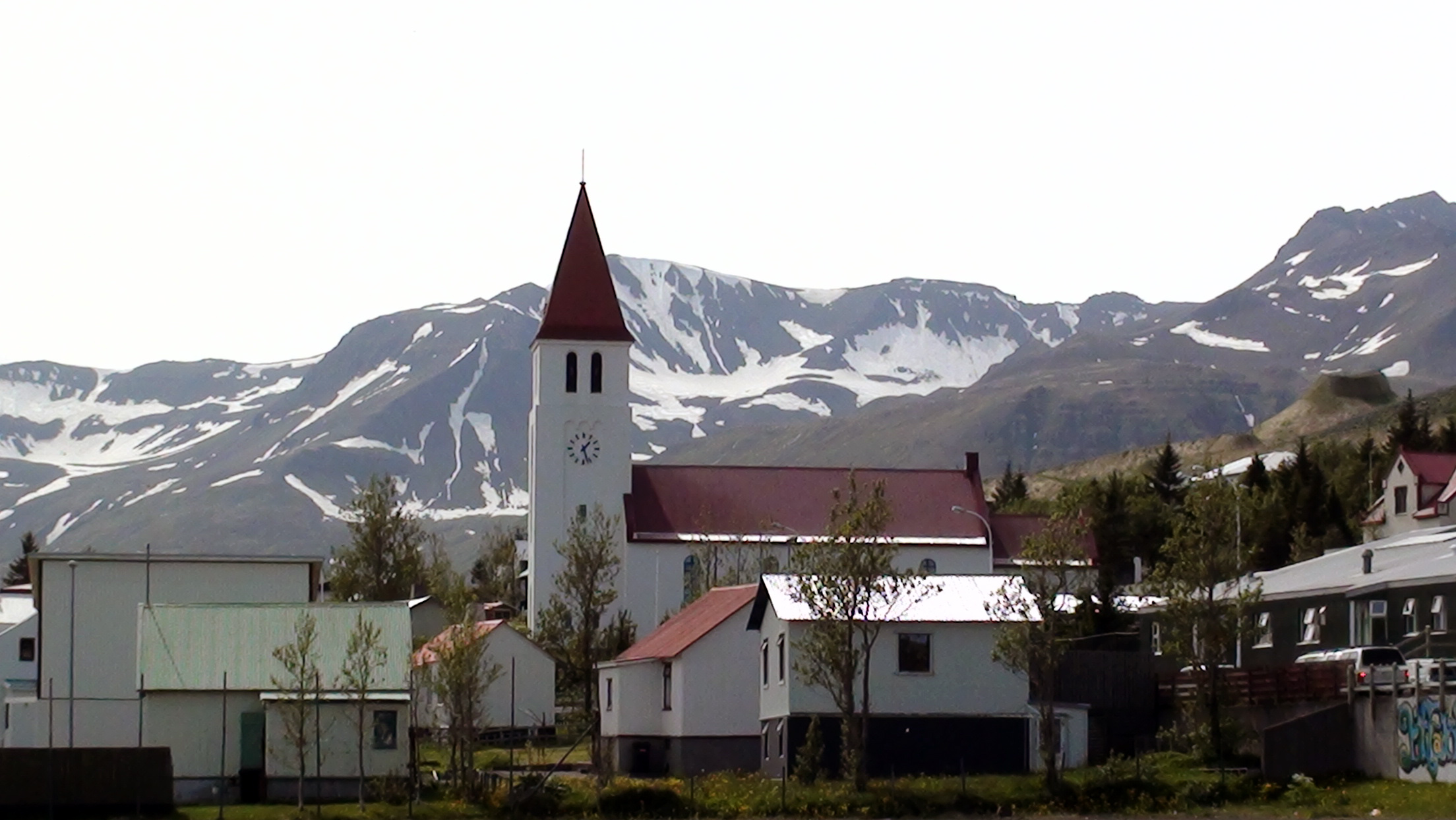
Místní kostel
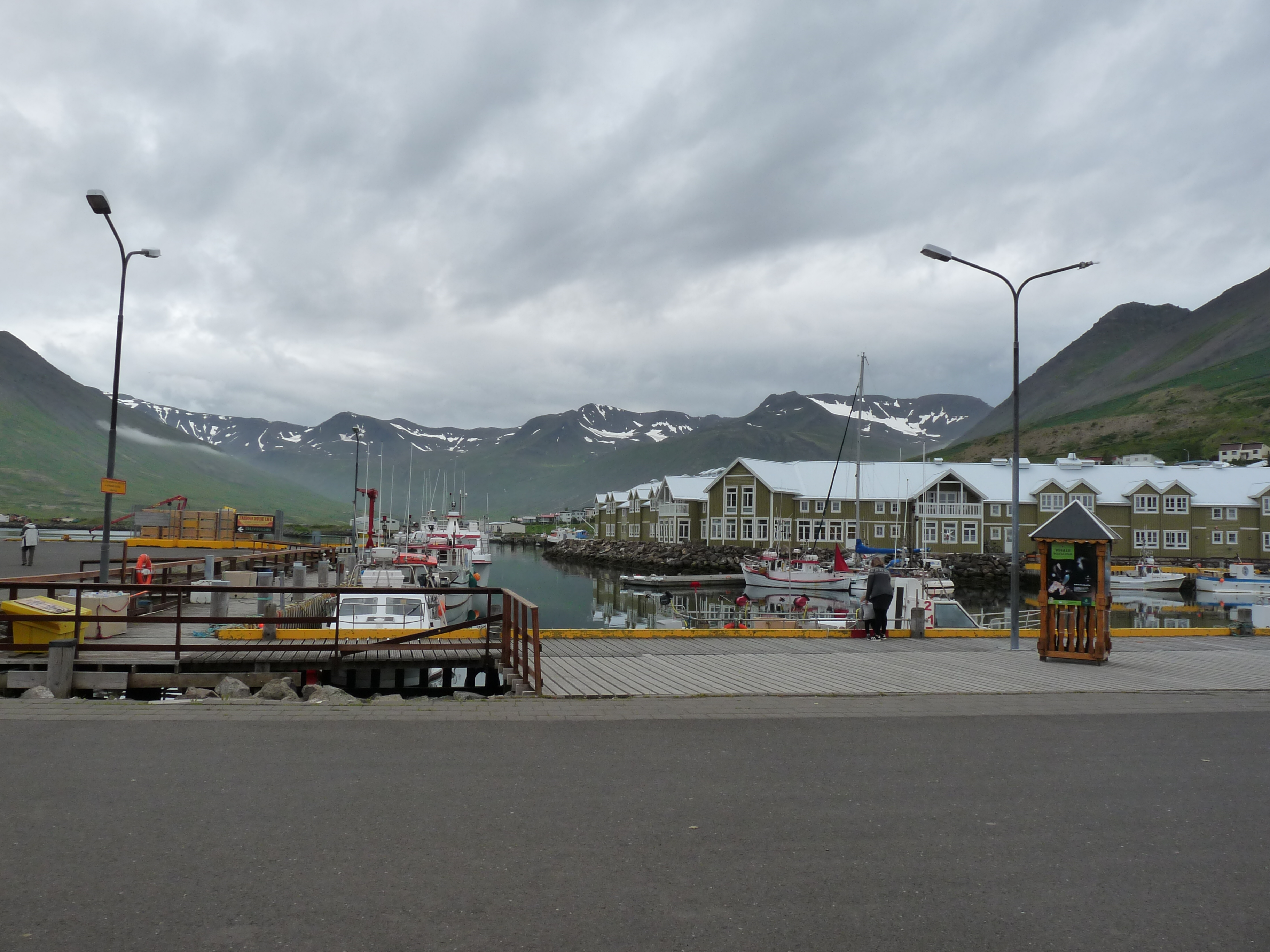
Místní přístav
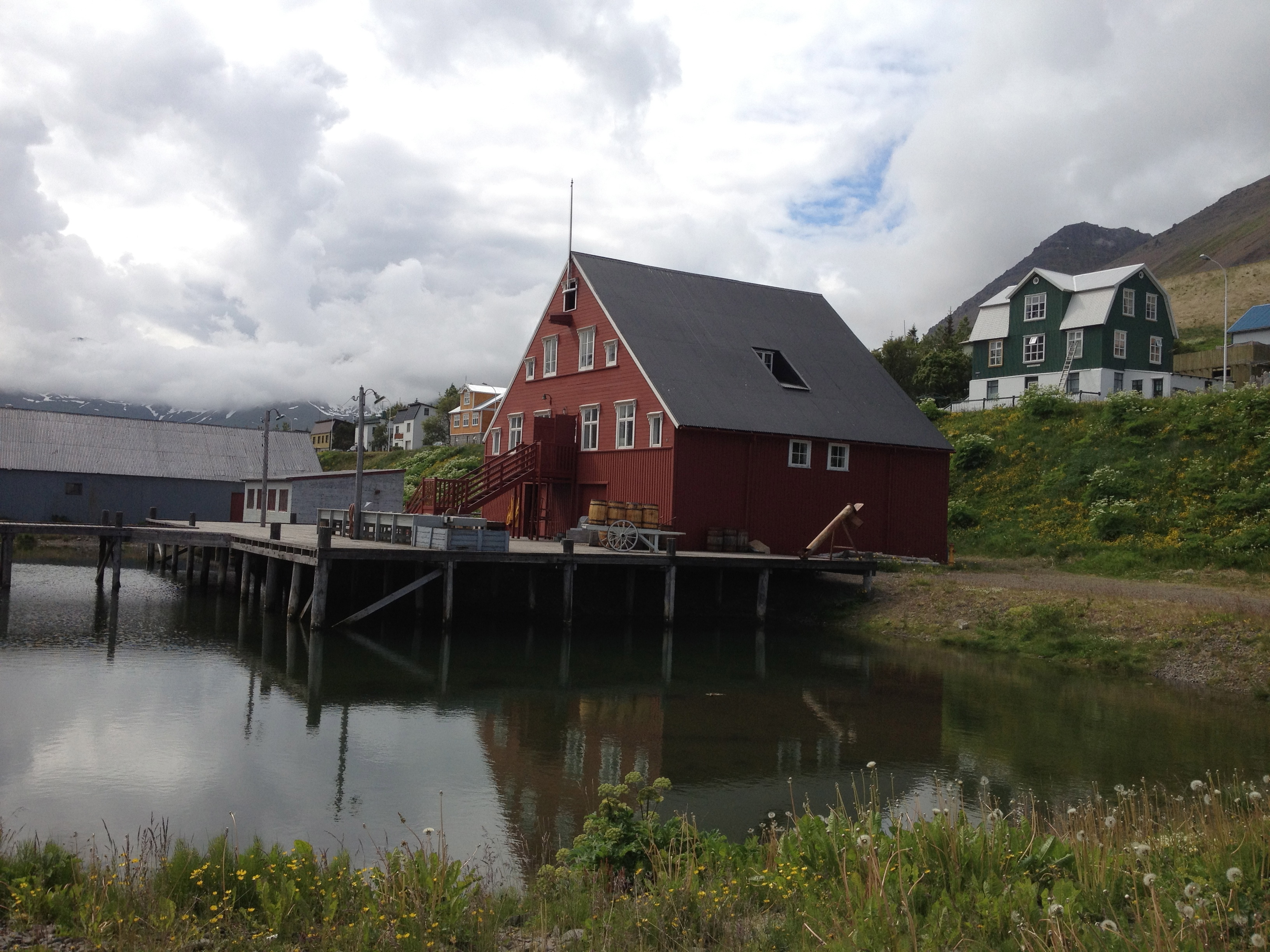
Místní rybářské muzeum